# Campionati europei di atletica leggera 2016 - 800 metri piani femminili
La specialità degli 800 metri piani femminili ai campionati europei di atletica leggera di Amsterdam 2016 si è svolta il 6, 7 e 9 luglio 2016 all'Olympisch Stadion.

## Programma
| Data           | Ora   | Evento     |
| -------------- | ----- | ---------- |
| 7 luglio 2016  | 18:25 | Batterie   |
| 8 luglio 2016  | 18:50 | Semifinali |
| 10 luglio 2016 | 21:40 | Finale     |

Ora locale (UTC+2)

## Risultati

### Batterie

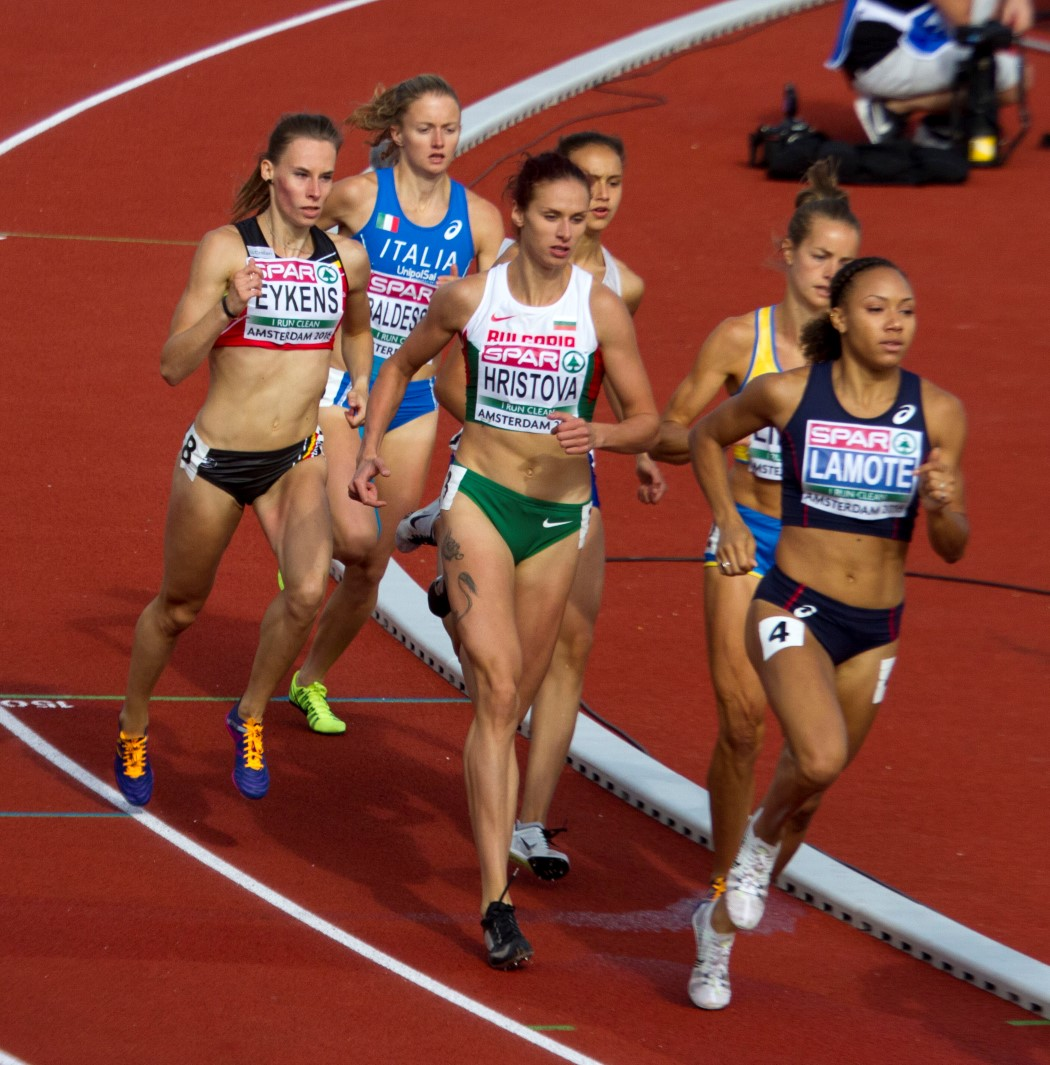
Batteria 1

Le prime quattro atlete classificate in ogni gruppo (Q) e quelle che hanno ottenuto i successivi quattro migliori tempi (q) si sono qualificate in semifinale.
| Class | Gruppo | Corsia | Nome                    | Nazione       | Tempo   | Note    |
| ----- | ------ | ------ | ----------------------- | ------------- | ------- | ------- |
| 1     | 1      | 4      | Renelle Lamote          | Francia       | 2:01.60 | Q       |
| 2     | 1      | 2      | Lovisa Lindh            | Svezia        | 2:01.77 | Q       |
| 3     | 1      | 5      | Hedda Hynne             | Norvegia      | 2:01.85 | Q       |
| 4     | 1      | 7      | Aníta Hinriksdóttir     | Islanda       | 2:02.44 | Q       |
| 5     | 3      | 3      | Nataliya Pryshchepa     | Ucraina       | 2:02.57 | Q       |
| 6     | 1      | 8      | Renée Eykens            | Belgio        | 2:02.76 | q       |
| 7     | 5      | 6      | Jenny Meadows           | Gran Bretagna | 2:03.10 | Q       |
| 8     | 5      | 5      | Trine Mjåland           | Norvegia      | 2:03.13 | Q       |
| 9     | 3      | 8      | Alison Leonard          | Gran Bretagna | 2:03.64 | Q       |
| 10    | 5      | 2      | Esther Guerrero         | Spagna        | 2:03.72 | Q       |
| 11    | 3      | 5      | Yuliya Karol            | Bielorussia   | 2:03.78 | Q       |
| 12    | 5      | 3      | Anastasiya Tkachuk      | Ucraina       | 2:03.80 | Q       |
| 13    | 3      | 4      | Anna Silvander          | Svezia        | 2:03.95 | Q       |
| 14    | 3      | 7      | Florina Pierdevara      | Romania       | 2:04.28 | q       |
| 15    | 2      | 4      | Selina Büchel           | Svizzera      | 2:04.50 | Q       |
| 16    | 4      | 5      | Nataliya Lupu           | Ucraina       | 2:04.53 | Q       |
| 17    | 4      | 7      | Yusneysi Santiusti      | Italia        | 2:04.53 | Q       |
| 18    | 3      | 2      | Alexandra Štuková       | Slovacchia    | 2:04.58 | q       |
| 19    | 5      | 4      | Anastasiya Komarova     | Azerbaigian   | 2:04.60 | q,      |
| 20    | 4      | 8      | Joanna Jóźwik           | Polonia       | 2:04.62 | Q       |
| 21    | 2      | 3      | Sanne Verstegen         | Paesi Bassi   | 2:04.69 | Q       |
| 22    | 4      | 6      | Bianka Kéri             | Ungheria      | 2:04.90 | Q       |
| 23    | 4      | 3      | Síofra Cléirigh Büttner | Irlanda       | 2:04.97 |         |
| 24    | 4      | 4      | Adelle Tracey           | Gran Bretagna | 2:05.41 |         |
| 25    | 3      | 6      | Fabienne Kohlmann       | Germania      | 2:05.54 |         |
| 26    | 1      | 3      | Katia Hristova          | Bulgaria      | 2:05.72 |         |
| 27    | 2      | 6      | Natalia Evangelidou     | Cipro         | 2:05.73 | Q       |
| 28    | 2      | 1      | Christina Hering        | Germania      | 2:05.78 | Q       |
| 29    | 2      | 5      | Yngvild Elvemo          | Norvegia      | 2:05.78 |         |
| 30    | 1      | 6      | Irene Baldessari        | Italia        | 2:06.15 |         |
| 31    | 2      | 8      | Eglė Balčiūnaitė        | Lituania      | 2:08.14 |         |
| -     | 2      | 2      | Julija Stepanova        | EAA           | dq      | R163.3a |
| -     | 4      | 2      | Claudia Bobocea         | Romania       | dnf     |         |
| -     | 2      | 7      | Angelika Cichocka       | Polonia       | dns     |         |
| -     | 5      | 7      | Sofia Ennaoui           | Polonia       | dns     |         |
| -     | 5      | 8      | Justine Fedronic        | Francia       | dns     |         |

### Semifinale
Le prime due atlete classificate in ogni gruppo (Q) e quelle che hanno ottenuto i successivi due migliori tempi (q) si sono qualificate in finale.
| Class | Gruppo | Corsia | Nome                | Nazione       | Tempo   | Note                                     |
| ----- | ------ | ------ | ------------------- | ------------- | ------- | ---------------------------------------- |
| 1     | 2      | 5      | Renelle Lamote      | Francia       | 1:59.87 | Q                                        |
| 2     | 2      | 4      | Selina Büchel       | Svizzera      | 2:00.30 | Q,                                       |
| 3     | 2      | 3      | Lovisa Lindh        | Svezia        | 2:00.66 | q                                        |
| 4     | 2      | 6      | Aníta Hinriksdóttir | Islanda       | 2:01.41 | q                                        |
| 5     | 1      | 4      | Joanna Jóźwik       | Polonia       | 2:01.52 | Q                                        |
| 6     | 1      | 7      | Hedda Hynne         | Norvegia      | 2:01.57 | Q                                        |
| 7     | 2      | 8      | Esther Guerrero     | Spagna        | 2:01.62 |                                          |
| 8     | 2      | 2      | Trine Mjåland       | Norvegia      | 2:01.73 | Miglior prestazione personale stagionale |
| 9     | 1      | 6      | Nataliya Lupu       | Ucraina       | 2:01.74 |                                          |
| 10    | 3      | 4      | Nataliya Pryshchepa | Ucraina       | 2:01.75 | Q                                        |
| 11    | 2      | 7      | Anastasiya Tkachuk  | Ucraina       | 2:01.91 |                                          |
| 12    | 3      | 5      | Yusneysi Santiusti  | Italia        | 2:02.21 | Q                                        |
| 13    | 3      | 3      | Alison Leonard      | Gran Bretagna | 2:02.31 |                                          |
| 14    | 1      | 8      | Renée Eykens        | Belgio        | 2:02.38 |                                          |
| 15    | 1      | 3      | Christina Hering    | Germania      | 2:02.56 |                                          |
| 16    | 3      | 7      | Florina Pierdevara  | Romania       | 2:02.75 |                                          |
| 17    | 1      | 5      | Jenny Meadows       | Gran Bretagna | 2:03.13 |                                          |
| 18    | 3      | 8      | Yuliya Karol        | Bielorussia   | 2:03.17 |                                          |
| 19    | 1      | 1      | Alexandra Štuková   | Slovacchia    | 2:03.27 |                                          |
| 20    | 2      | 1      | Anastasiya Komarova | Azerbaigian   | 2:03.32 | Miglior prestazione personale stagionale |
| 21    | 3      | 6      | Sanne Verstegen     | Paesi Bassi   | 2:03.33 |                                          |
| 22    | 1      | 2      | Anna Silvander      | Svezia        | 2:03.37 |                                          |
| 23    | 3      | 1      | Bianka Kéri         | Ungheria      | 2:03.47 |                                          |
| 24    | 3      | 2      | Natalia Evangelidou | Cipro         | 2:03.99 |                                          |

### Finale

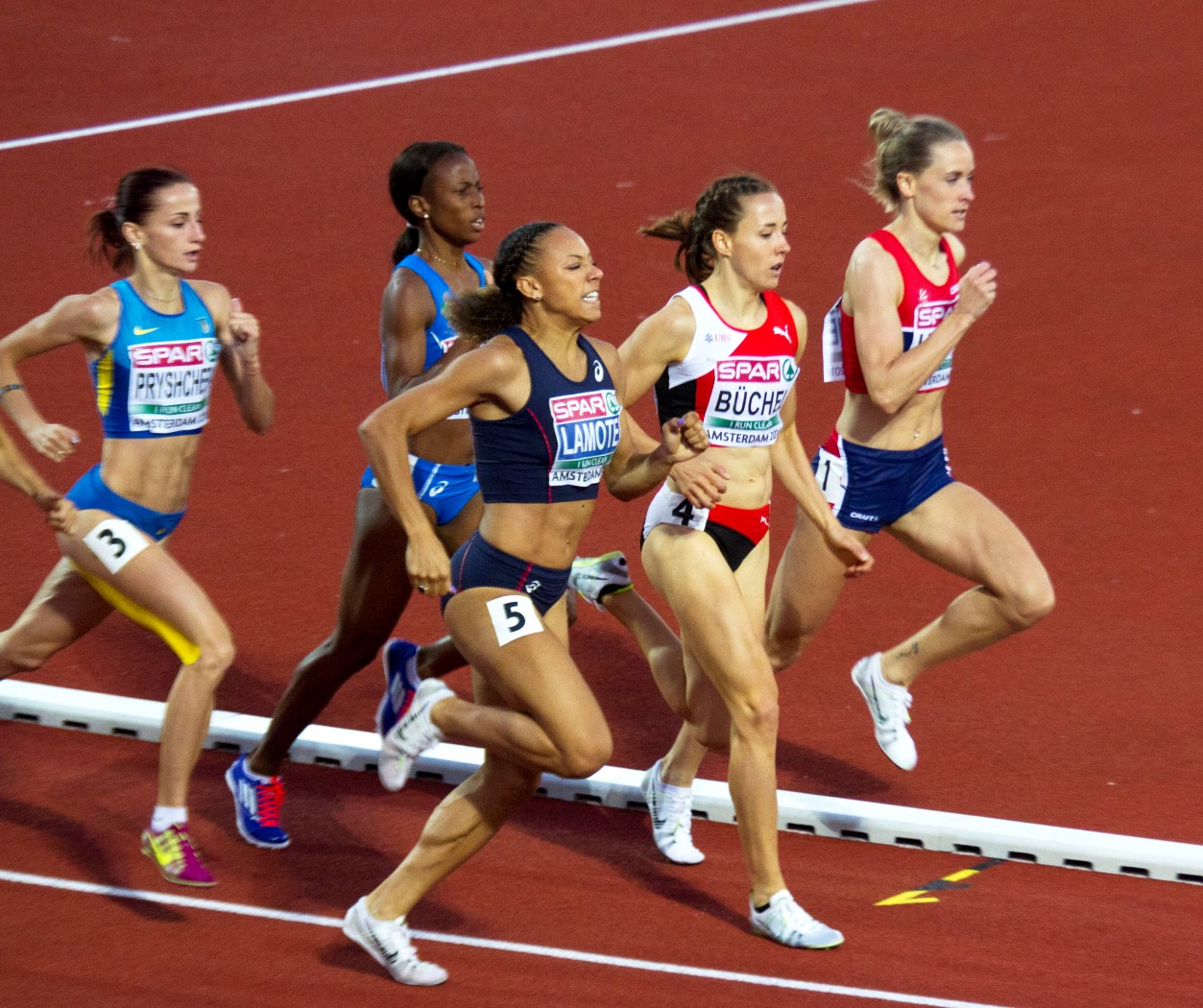
La finale

| Class   | Corsia | Nome                | Nazione  | Tempo   | Note                                     |
| ------- | ------ | ------------------- | -------- | ------- | ---------------------------------------- |
| Oro     | 3      | Nataliya Pryshchepa | Ucraina  | 1:59.70 |                                          |
| Argento | 5      | Renelle Lamote      | Francia  | 2:00.19 |                                          |
| Bronzo  | 7      | Lovisa Lindh        | Svezia   | 2:00.37 | Miglior prestazione personale            |
| 4       | 4      | Selina Büchel       | Svizzera | 2:00.47 |                                          |
| 5       | 6      | Yusneysi Santiusti  | Italia   | 2:00.53 |                                          |
| 6       | 2      | Joanna Jóźwik       | Polonia  | 2:00.57 | Miglior prestazione personale stagionale |
| 7       | 1      | Hedda Hynne         | Norvegia | 2:00.94 | Miglior prestazione personale            |
| 8       | 8      | Aníta Hinriksdóttir | Islanda  | 2:02.55 |                                          |